# Sebastian Vrancx

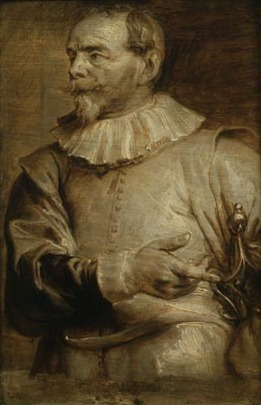
Sebastian Vrancx por Anthony van Dyck.

Sebastian Vrancx también conocido como Sebastian Vranckx (Amberes, 22 de enero de 1573 - Amberes, 19 de mayo de 1647) fue un pintor barroco flamenco, especializado en la representación de batallas.

## Biografía y Obra
Toda su actividad artística se desarrolló en Amberes, exceptuando unos años de su juventud (1596-1601) en que se estableció en Italia. 
La temática de sus obras es variada, incluye paisajes, escenas religiosas , alegóricas, etc. Sin embargo el género por el que es más conocido es la representación de batallas. Estos cuadros representan a veces acontecimientos históricos concretos, pero generalmente son escenas imaginadas de enfrentamientos entre ejércitos en la que se presta gran atención a los detalles. Fue el iniciador de este género en los Países Bajos y el primero en representar los combates de caballería. Sus obras fueron muy difundidas a través de copias y grabados e influyeron en otros pintores flamencos como Peter Snayers, Adam Frans van der Meulen, Pieter Meulener, Jacques van der Wijhen y Esaias van de Velde.
Sus cuadros se conservan en el Museo Real de Bellas Artes de Amberes, Rijksmuseum de Ámsterdam, Museo del Hermitage en San Petersburgo y Museo del Louvre en París entre otros. En España pueden contemplarse en el Museo del Prado de Madrid y el Museo de Bellas Artes de Sevilla.

## Galería

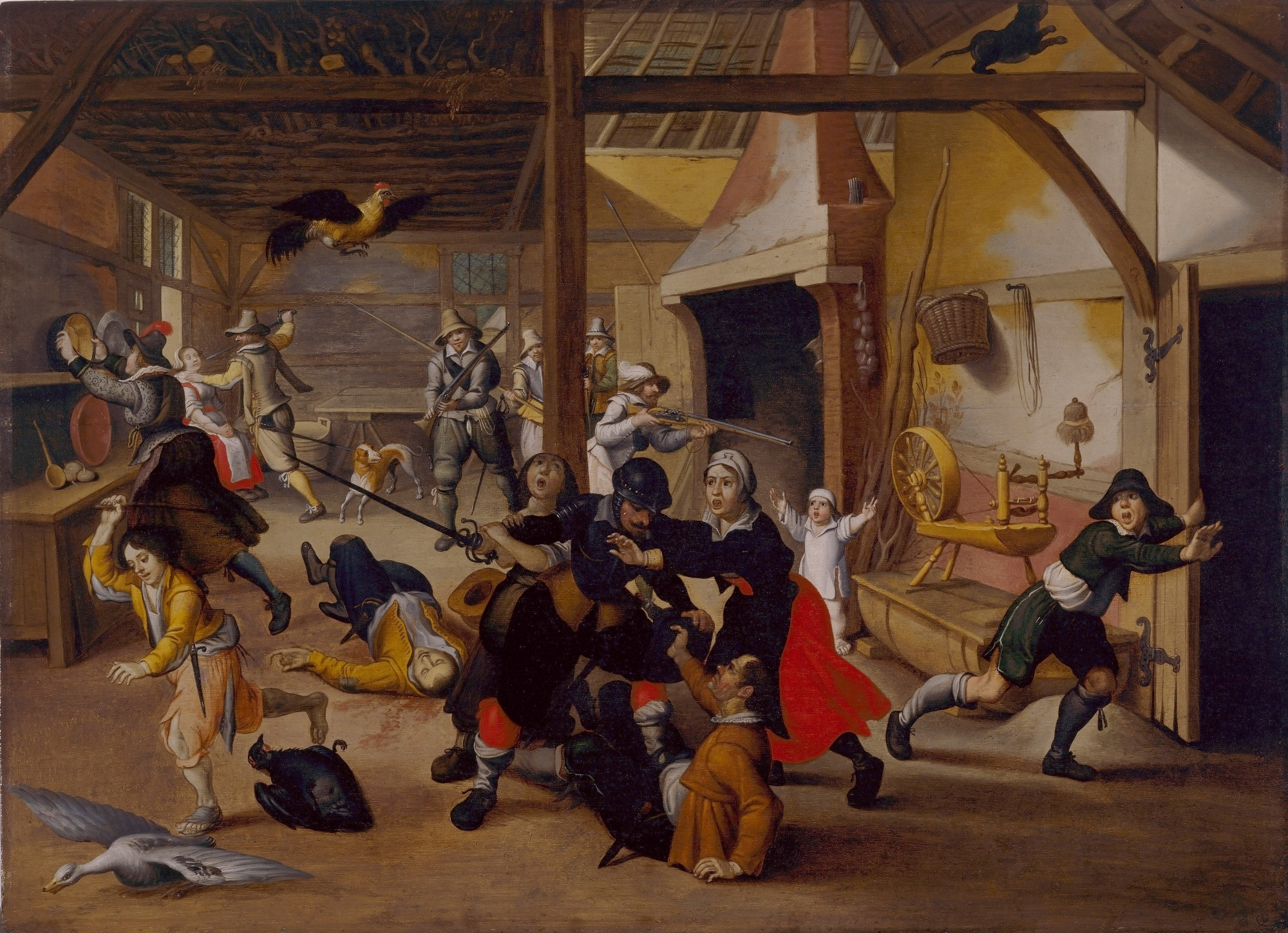
Soldados saqueando una granja, ca. 1600. Deutsches Historisches Museum, Berlín
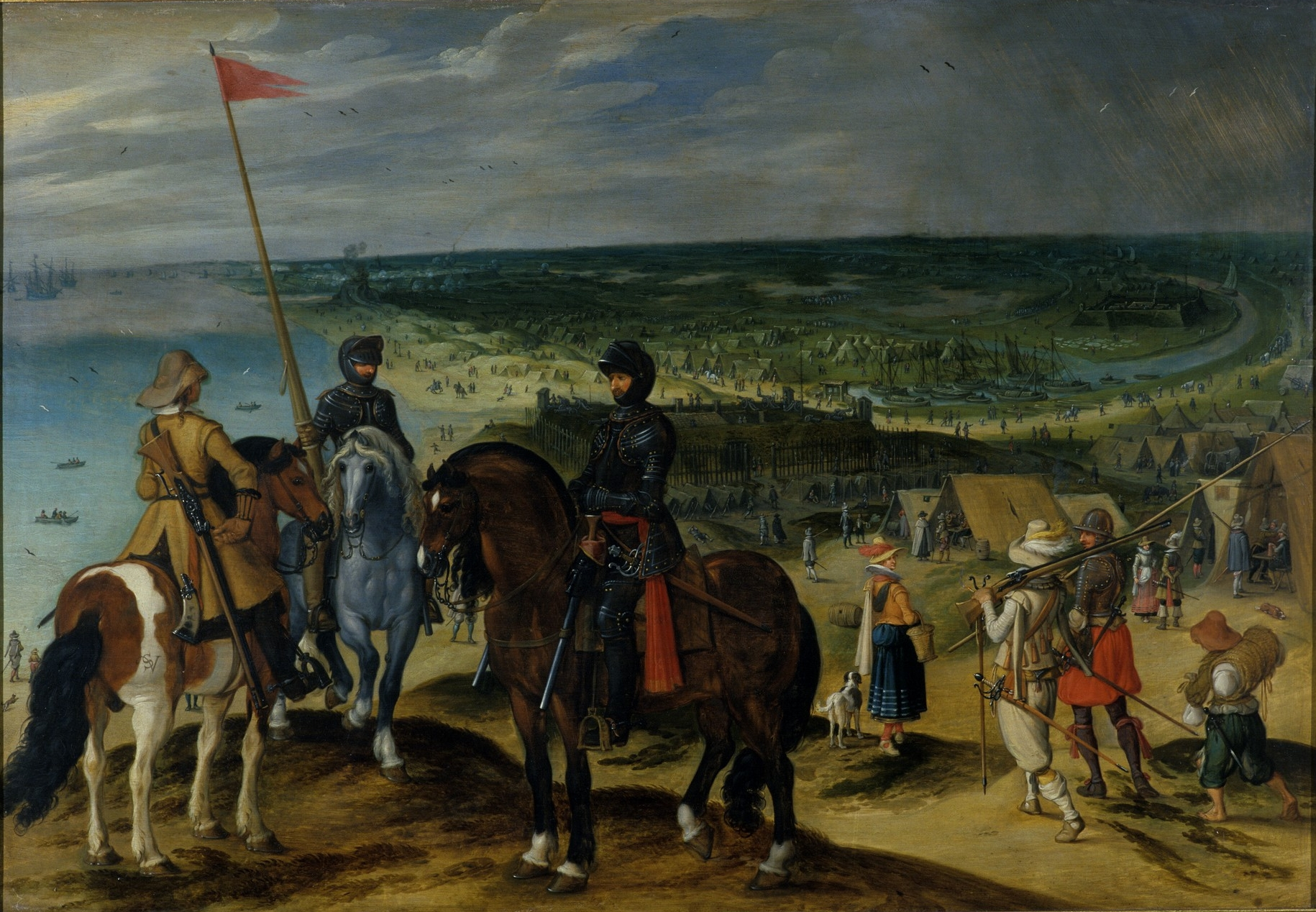
Sitio de Ostende (c. 1601/1615, Museo del castillo de Friedenstein).
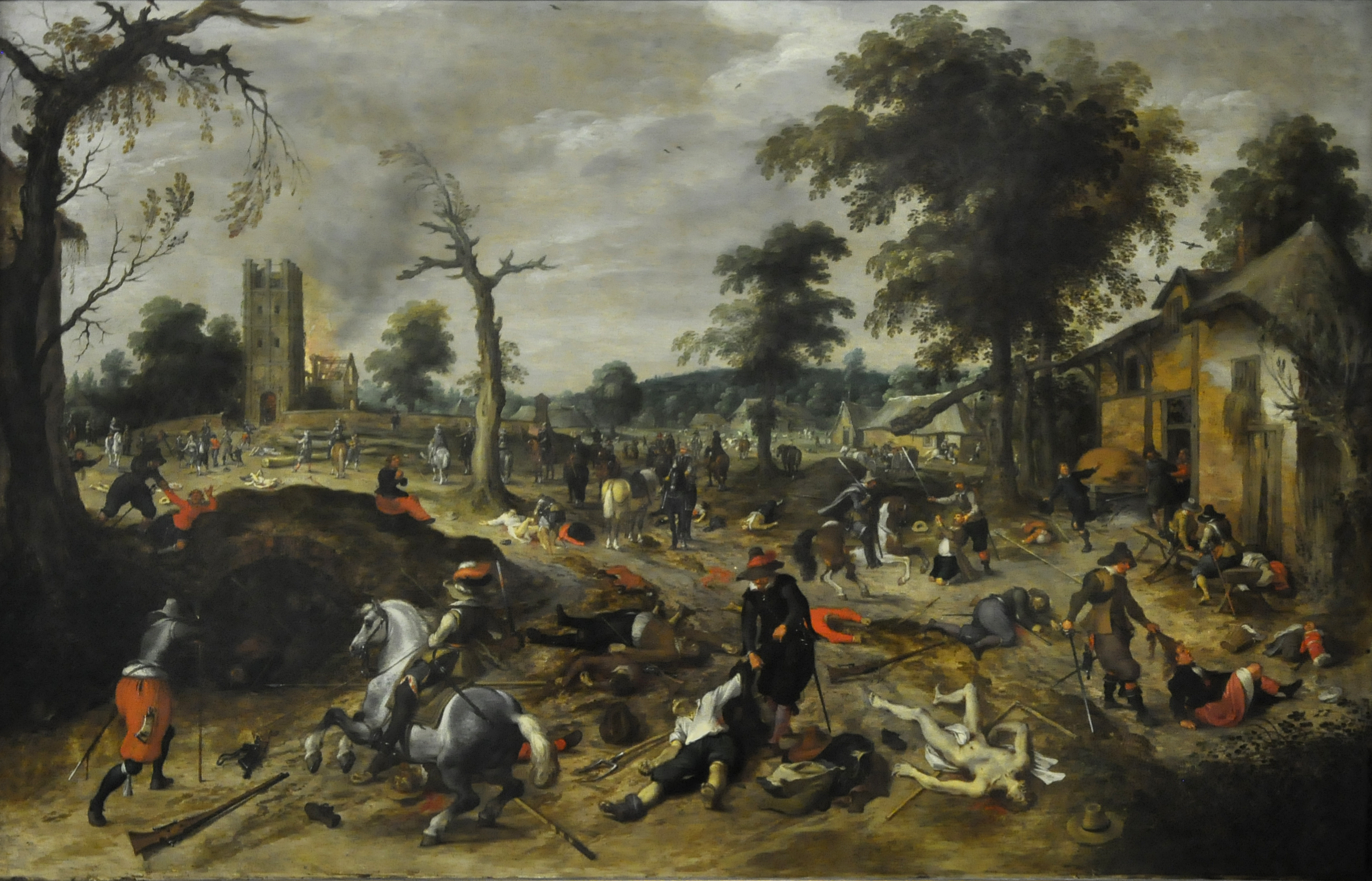
El saqueo de Wommelgem en 1589 (1625-1630).
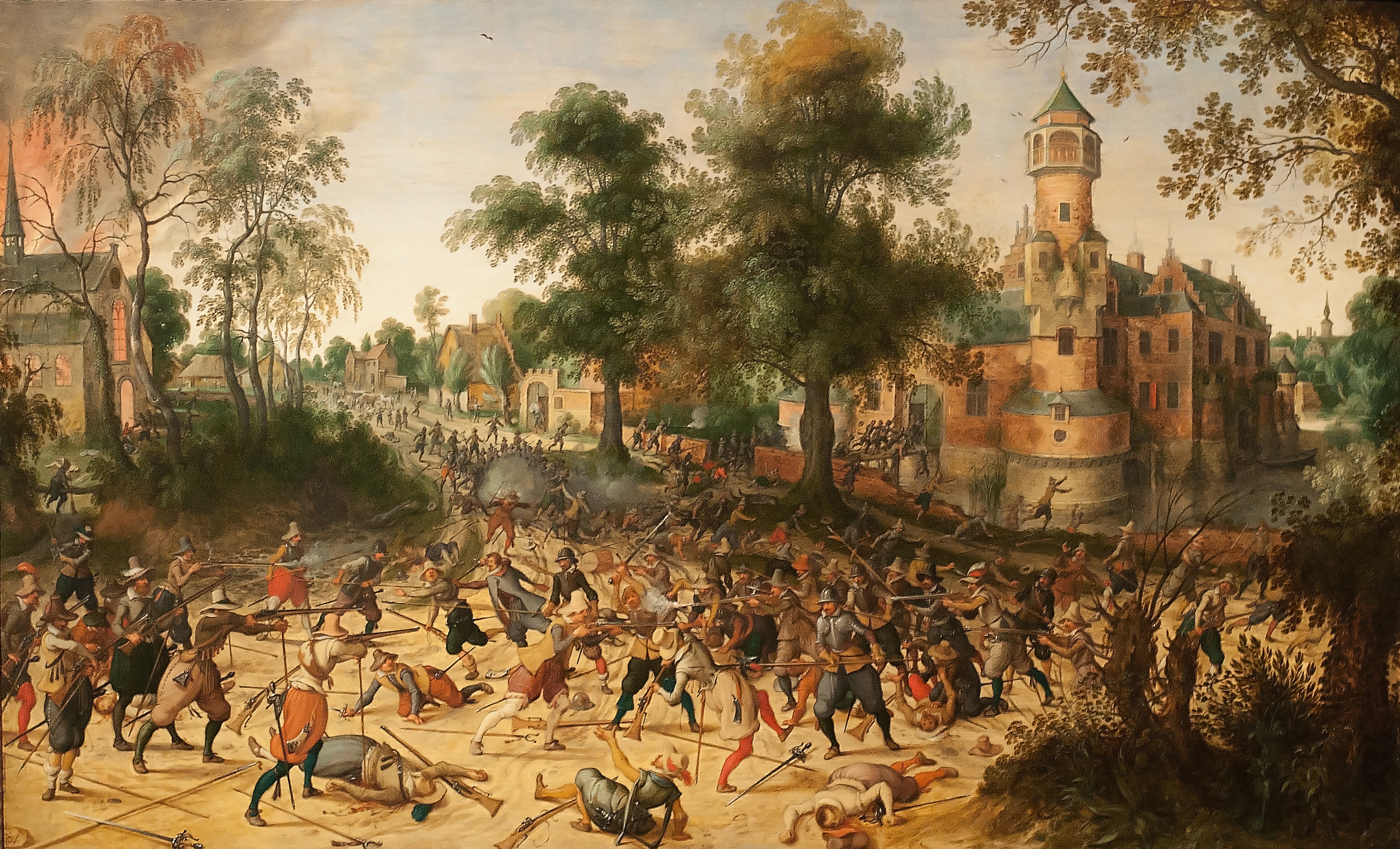
Asalto a una localidad.
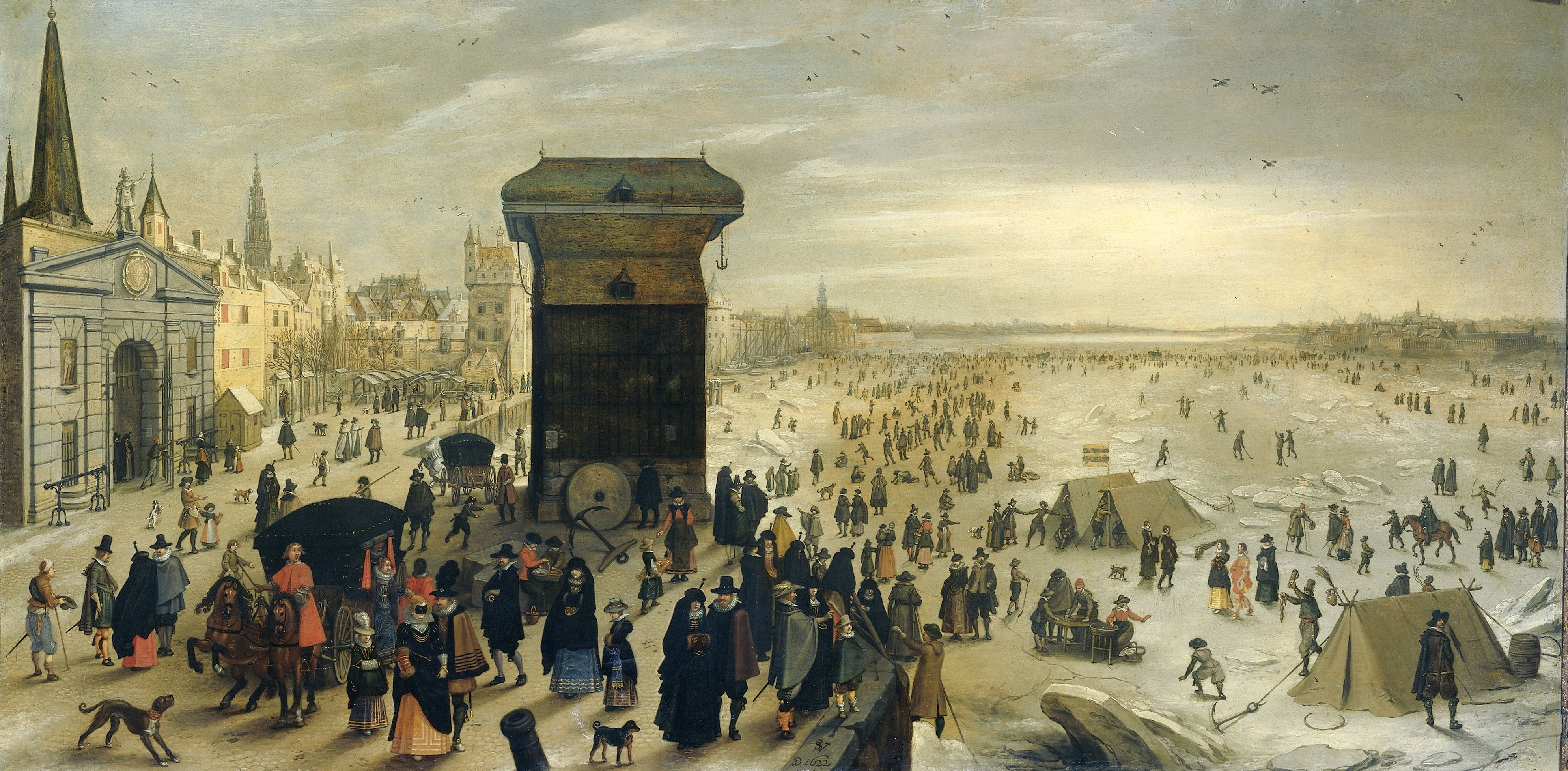
Diversión en el hielo en una ciudad.
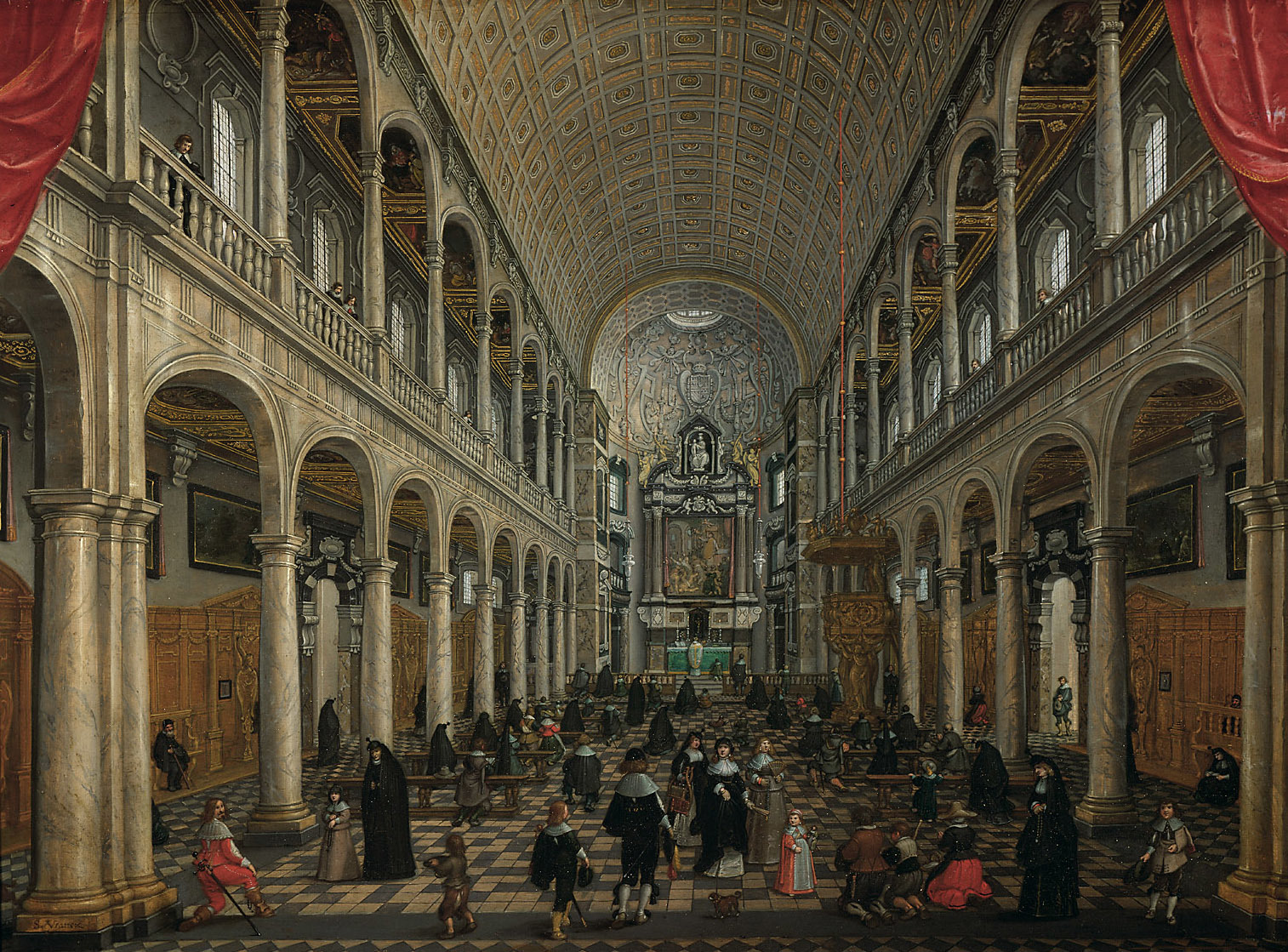
Interior de la iglesia de los jesuitas de Amberes, 1630. Kunsthistorisches Museum, Viena
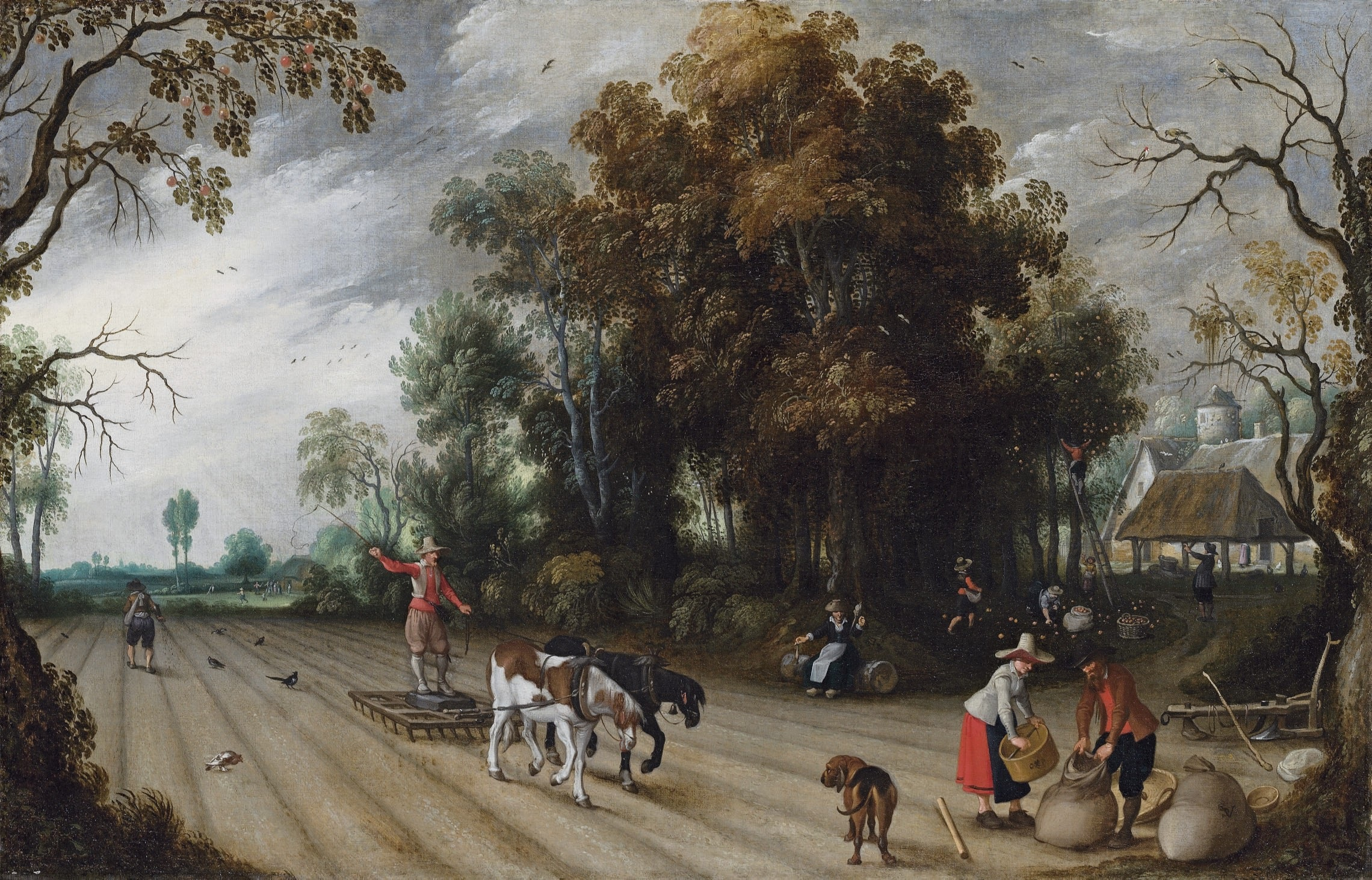
Una alegoría del otoño.
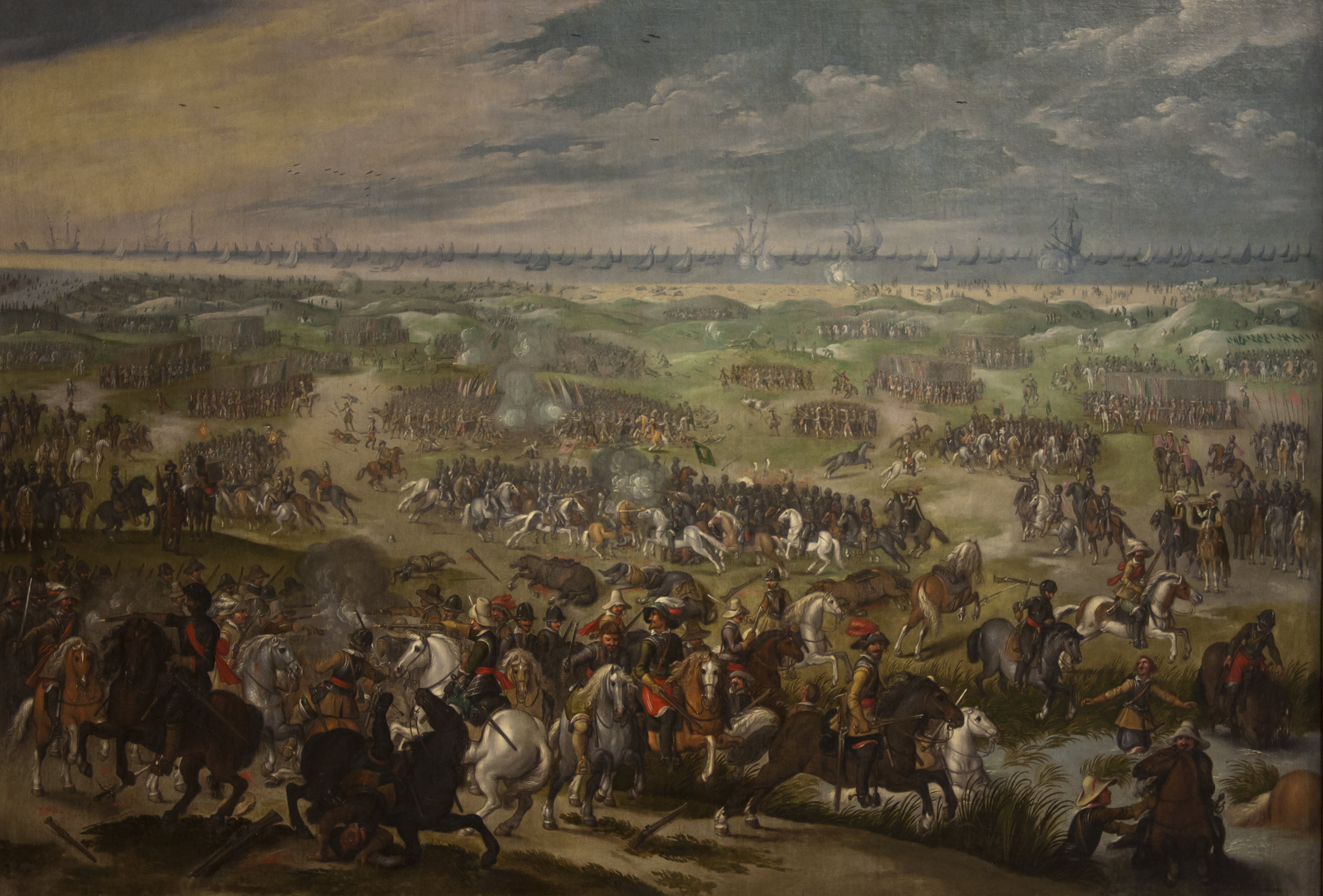
Batalla de Nieuwpoort en 1600 (1640). Museo de Bellas Artes de Sevilla.
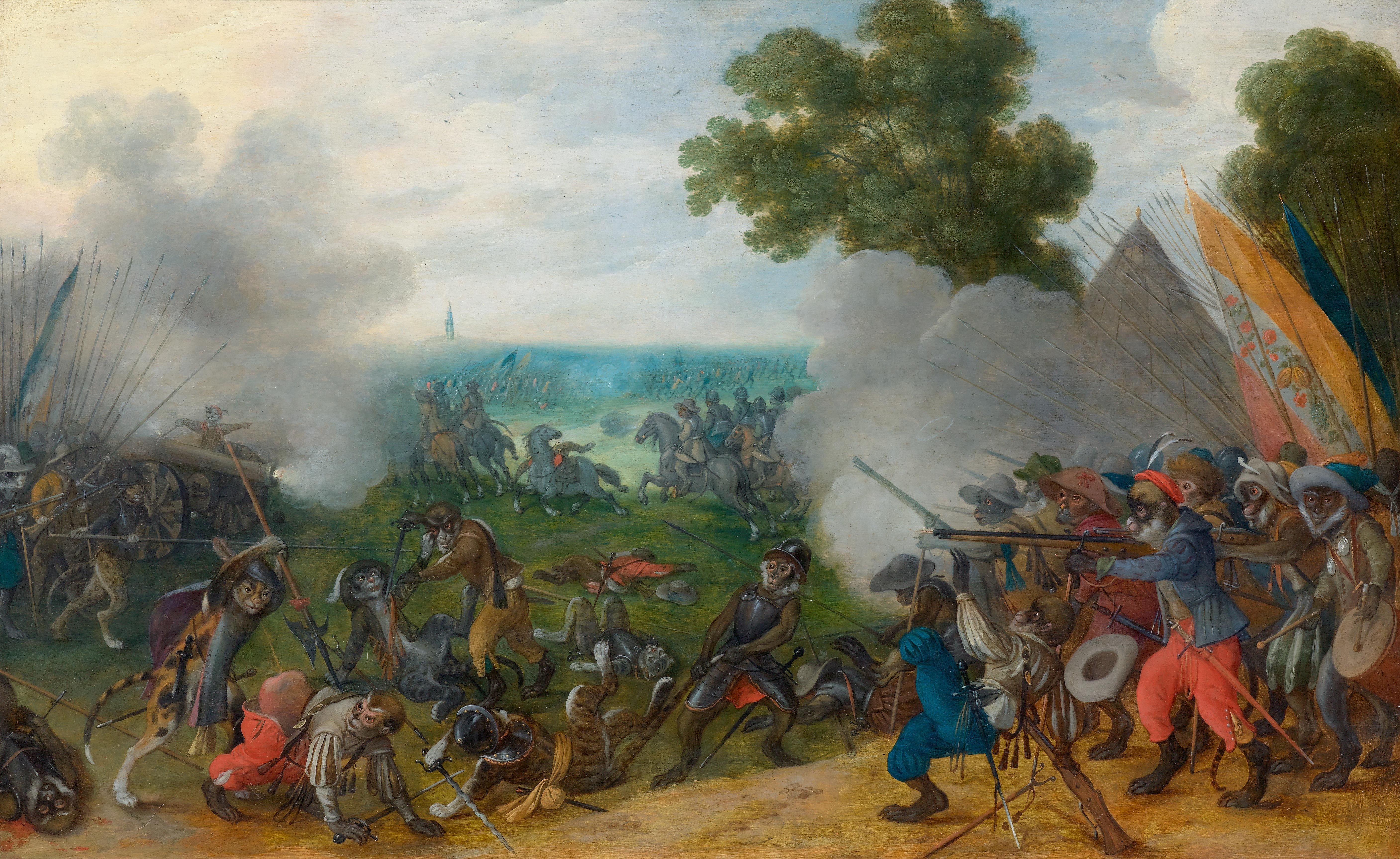
Combate alegórico entre monos armados y gatos en un paisaje flamenco.